# Underwood (Iowa)
Underwood és una població dels Estats Units a l'estat d'Iowa. Segons el cens del 2000 tenia 688 habitants.

## Demografia
Segons el cens del 2000, Underwood tenia 688 habitants, 258 habitatges, i 178 famílies. La densitat de població era de 737,9 habitants/km².
Dels 258 habitatges en un 41,9% hi vivien nens de menys de 18 anys, en un 55,8% hi vivien parelles casades, en un 12% dones solteres, i en un 31% no eren unitats familiars. En el 25,2% dels habitatges hi vivien persones soles el 12,4% de les quals corresponia a persones de 65 anys o més que vivien soles. El nombre mitjà de persones vivint en cada habitatge era de 2,67 i el nombre mitjà de persones que vivien en cada família era de 3,27.
Per edats la població es repartia de la següent manera: un 31,4% tenia menys de 18 anys, un 10,3% entre 18 i 24, un 28,6% entre 25 i 44, un 19,9% de 45 a 60 i un 9,7% 65 anys o més.
L'edat mediana era de 32 anys. Per cada 100 dones de 18 o més anys hi havia 74,8 homes.
La renda mediana per habitatge era de 42.143 $ i la renda mediana per família de 56.750 $. Els homes tenien una renda mediana de 35.469 $ mentre que les dones 23.594 $. La renda per capita de la població era de 17.953 $. Entorn del 4,6% de les famílies i el 5,4% de la població estaven per davall del llindar de pobresa.

## Poblacions més properes
El següent diagrama mostra les poblacions més properes.